# Kerry Ellis
Kerry Jane Ellis (ur. 6 maja 1979) – brytyjska aktorka i piosenkarka. Jest znana z gry w musicalach i ze współpracy z gitarzystą Brianem Mayem. Urodzona w Haughley, gdzie już od młodych lat występowała w Laine Theatre Arts.
Ellis po raz pierwszy wystąpiła na scenie zawodowej w 1998 roku, a następnie zadebiutowała na West Endzie w 2001 roku w My Fair Lady.
Występowała w festiwalu We Will Rock You w Londynie, grała główne role w musicalach Les Miserables, Wicked, Oliver! i Cats.
W 2002 roku spotkała gitarzystę zespołu Queen – Briana Maya. Od tego czasu zaczęli współpracę. Oprócz wydania wspólnych albumów: Anthems (2010), czyli numer 15 na UK Albums Chart, Kerry Ellis (2014), Golden Days i album live Acoustic by Candlelight (2013), Kerry i Brian koncertowali na trasach: Anthems: The Tour, The Born Free Tour. W 2016 roku wystąpili w Krakowie w Centrum Kongresowym ICE Kraków.
Kerry angażuje się w akcjach charytatywnych na rzecz Born Free Foundation razem z Brianem Mayem.
Najpopularniejszym hitem obu muzyków jest One Voice.